# Лак-Сент-Анн
Графство Лак-Сент-Анн (англ. Lac Ste. Anne County) — муніципальний район в Канаді, у провінції Альберта.

## Населення
За даними перепису 2016 року, муніципальний район нараховував 10899 жителів, показавши зростання на 6,2%, порівняно з 2011-м роком. Середня густина населення становила 3,8 осіб/км².
З офіційних мов обидвома одночасно володіли 395 жителів, тільки англійською — 10 390, тільки французькою — 5, а 20 — жодною з них. Усього 600 осіб вважали рідною мовою не одну з офіційних, з них 20 — одну з корінних мов, а 65 — українську.
Працездатне населення становило 67% усього населення, рівень безробіття — 10,1% (11,8% серед чоловіків та 8,1% серед жінок). 73,6% були найманими працівниками, 25% — самозайнятими.
Середній дохід на особу становив $50 357 (медіана $36 937), при цьому для чоловіків — $65 208, а для жінок $33 726 (медіани — $51 691 та $25 436 відповідно).
31% мешканців мали закінчену шкільну освіту, не мали закінченої шкільної освіти — 24,5%, 44,4% мали післяшкільну освіту, з яких 14,1% мали диплом бакалавра, або вищий, 10 осіб мали вчений ступінь.
| Статево-вікова структура населення | Статево-вікова структура населення | Статево-вікова структура населення | Статево-вікова структура населення | Статево-вікова структура населення |
| ---------------------------------- | ---------------------------------- | ---------------------------------- | ---------------------------------- | ---------------------------------- |
|                                    |                                    |                                    |                                    |                                    |
| Всього                             | Всього                             | 52,0%48,0%                         |                                    |                                    |
| 0 — 14 років                       | 0 — 14 років                       |                                    | 16,9%                              | 16,9%                              |
| 15 — 64 років                      | 15 — 64 років                      |                                    | 66,7%                              | 66,7%                              |
| 65 і більше                        | 65 і більше                        |                                    | 16,4%                              | 16,4%                              |
| 85 і більше                        | 85 і більше                        |                                    | 0,7%                               | 0,7%                               |
| Середній вік (років)               | Середній вік (років)               | 42,641,6                           | 42,1                               | 42,1                               |
| Медіана (років)                    | Медіана (років)                    | 45,845,1                           | 45,5                               | 45,5                               |
| — чоловіки — жінки                 |                                    |                                    |                                    |                                    |

| Походження мешканців:     | Походження мешканців:     | Походження мешканців: | Походження мешканців: | Походження мешканців: |
| ------------------------- | ------------------------- | --------------------- | --------------------- | --------------------- |
| Походження                |                           |                       | осіб                  | %                     |
| Корінні американці        | Корінні американці        |                       | 1 065                 | 10.03%                |
| Інше північноамериканське | Інше північноамериканське |                       | 3 130                 | 29.49%                |
| Європейське               | Європейське               |                       | 8 860                 | 83.47%                |
| британське                | британське                |                       | 5 595                 | 52.71%                |
| французьке                | французьке                |                       | 1 575                 | 14.84%                |
| українське                | українське                |                       | 1 300                 | 12.25%                |
| Карибське                 | Карибське                 |                       | 20                    | 0.19%                 |
| Латинськоамериканське     | Латинськоамериканське     |                       | 60                    | 0.57%                 |
| Африканське               | Африканське               |                       | 20                    | 0.19%                 |
| Азійське                  | Азійське                  |                       | 155                   | 1.46%                 |
| Океанійське               | Океанійське               |                       | 10                    | 0.09%                 |

| Зайнятість населення за галузями (за класифікацією NOC): | Зайнятість населення за галузями (за класифікацією NOC): | Зайнятість населення за галузями (за класифікацією NOC): | Зайнятість населення за галузями (за класифікацією NOC): | Зайнятість населення за галузями (за класифікацією NOC): |
| -------------------------------------------------------- | -------------------------------------------------------- | -------------------------------------------------------- | -------------------------------------------------------- | -------------------------------------------------------- |
|                                                          |                                                          |                                                          |                                                          |                                                          |
| Управління                                               | Управління                                               |                                                          | 17%                                                      | 17%                                                      |
| Бізнес, фінанси та адміністрування                       | Бізнес, фінанси та адміністрування                       |                                                          | 12,6%                                                    | 12,6%                                                    |
| Природничі та прикладні науки                            | Природничі та прикладні науки                            |                                                          | 3,3%                                                     | 3,3%                                                     |
| Охорона здоров'я                                         | Охорона здоров'я                                         |                                                          | 4,4%                                                     | 4,4%                                                     |
| Освіта, правозахист, муніципальні та урядові служби      | Освіта, правозахист, муніципальні та урядові служби      |                                                          | 5,2%                                                     | 5,2%                                                     |
| Мистецтво, культура, відпочинок та спорт                 | Мистецтво, культура, відпочинок та спорт                 |                                                          | 1,1%                                                     | 1,1%                                                     |
| Роздрібна торгівля та послуги                            | Роздрібна торгівля та послуги                            |                                                          | 13,7%                                                    | 13,7%                                                    |
| Гуртова торгівля, транспорт та обладнання                | Гуртова торгівля, транспорт та обладнання                |                                                          | 29,3%                                                    | 29,3%                                                    |
| Природні ресурси, сільське господарство                  | Природні ресурси, сільське господарство                  |                                                          | 9,1%                                                     | 9,1%                                                     |
| Виробництво                                              | Виробництво                                              |                                                          | 4,4%                                                     | 4,4%                                                     |

## Населені пункти
До складу муніципального району входять містечка Меєрторп, Оновей, село Альберта-Біч, літні села Берч-Коув, Касл-Айленд, Накамун-Парк, Росс-Гейвен, Сенді-Біч, Сілвер-Сендс, Саут-В'ю, Санрайз-Біч, Вал-Квентін, Вест-Коув, Сансет-Пойнт, Єловстоун, індіанська резервація Алексіс 133, а також хутори, інші малі населені пункти та розосереджені поселення.

## Клімат
Середня річна температура становить 2,3°C, середня максимальна – 20,9°C, а середня мінімальна – -21,7°C. Середня річна кількість опадів – 504 мм.
| Клімат поселення                              | Клімат поселення | Клімат поселення | Клімат поселення | Клімат поселення | Клімат поселення | Клімат поселення | Клімат поселення | Клімат поселення | Клімат поселення | Клімат поселення | Клімат поселення | Клімат поселення | Клімат поселення |
| Показник                                      | Січ.             | Лют.             | Бер.             | Квіт.            | Трав.            | Черв.            | Лип.             | Серп.            | Вер.             | Жовт.            | Лист.            | Груд.            |                  |
| Середній максимум, °C                         | −7,49            | −3,58            | 2,32             | 10,57            | 16,83            | 20,80            | 20,89            | 20,38            | 15,24            | 10,04            | 0,14             | −6,19            |                  |
| Середня температура, °C                       | −14,57           | −10,66           | −4,79            | 3,48             | 9,77             | 13,73            | 15,86            | 15,35            | 10,22            | 5,00             | −4,88            | −11,2            |                  |
| Середній мінімум, °C                          | −21,65           | −17,72           | −11,84           | −3,58            | 2,68             | 6,66             | 10,86            | 10,33            | 5,21             | −0,02            | −9,88            | −16,22           |                  |
| Норма опадів, мм                              | 26               | 15               | 18               | 26               | 52               | 93               | 97               | 69               | 43               | 25               | 22               | 18               |                  |
| Середньомісячна швидкість вітру, м/с          | 3.20             | 3.40             | 3.40             | 3.50             | 3.40             | 3.10             | 2.80             | 2.70             | 2.90             | 3.28             | 3.10             | 3.20             |                  |
| Середньомісячна сонячна радіація, кДж/м²·день | 3231             | 6737             | 12046            | 17095            | 20390            | 21824            | 22027            | 18369            | 12475            | 7278             | 3607             | 2401             |                  |
| --------------------------------------------- | ---------------- | ---------------- | ---------------- | ---------------- | ---------------- | ---------------- | ---------------- | ---------------- | ---------------- | ---------------- | ---------------- | ---------------- | ---------------- |
| Джерело:                                      |                  |                  |                  |                  |                  |                  |                  |                  |                  |                  |                  |                  |                  |